# Vitali Staroukhine
Vitali Vladimirovitch Staroukhine (en russe : Виталий Владимирович Старухин) ou Vitali Volodymyrovytch Staroukhine (en ukrainien : Віталій Володимирович Старухін) (né le 6 juin 1949 à Minsk en URSS (aujourd'hui en Biélorussie) et décédé le 9 août 2000 à Donetsk, en Ukraine d'une pneumonie) est un joueur et un entraîneur de football soviétique puis ukrainien.

## Statistiques
| Saison                | Club                  | Championnat           | Championnat | Championnat | Coupe(s) nationale(s) | Coupe(s) nationale(s) | Compétition(s) continentale(s) | Compétition(s) continentale(s) | Compétition(s) continentale(s) | Total | Total |
| Saison                | Club                  | Division              | M.          | B.          | M.                    | B.                    | Comp.                          | M.                             | B.                             | M.    | B.    |
| 1973                  | Chakhtior Donetsk     | D1                    | 28          | 10          | 3                     | 3                     | -                              | -                              | -                              | 31    | 13    |
| 1974                  | Chakhtior Donetsk     | D1                    | 28          | 11          | 8                     | 4                     | -                              | -                              | -                              | 36    | 15    |
| 1975                  | Chakhtior Donetsk     | D1                    | 25          | 9           | -                     | -                     | -                              | -                              | -                              | 25    | 9     |
| 1976                  | Chakhtior Donetsk     | D1                    | 21          | 4           | 3                     | 1                     | C3                             | 5                              | 2                              | 29    | 7     |
| 1977                  | Chakhtior Donetsk     | D1                    | 26          | 9           | 3                     | 1                     | -                              | -                              | -                              | 29    | 10    |
| 1978                  | Chakhtior Donetsk     | D1                    | 25          | 7           | 9                     | 4                     | C2                             | 2                              | 0                              | 36    | 11    |
| 1979                  | Chakhtior Donetsk     | D1                    | 32          | 26          | 2                     | 1                     | C3                             | 2                              | 0                              | 36    | 27    |
| 1980                  | Chakhtior Donetsk     | D1                    | 21          | 5           | 8                     | 7                     | C3                             | 2                              | 1                              | 31    | 13    |
| 1981                  | Chakhtior Donetsk     | D1                    | 11          | 3           | 6                     | 2                     | -                              | -                              | -                              | 17    | 5     |
| Total sur la carrière | Total sur la carrière | Total sur la carrière | 217         | 84          | 42                    | 23                    | -                              | 11                             | 3                              | 270   | 110   |

## Palmarès
Chakhtior Donetsk
- Vice-champion d'Union soviétique en 1975 et 1979.
- Vainqueur de la Coupe d'Union soviétique en 1980.
- Finaliste de la Coupe d'Union soviétique en 1978.

Distinctions individuelles
- Footballeur soviétique de l'année en 1979.
- Meilleur buteur du championnat soviétique en 1979 (26 buts).
- Jeune joueur soviétique de l'année en 1973.